# Dolní Polžice
Dolní Polžice (do roku 1947 pouze Polžice, německy Polschitz) jsou vesnice, část města Bezdružice v okrese Tachov v Plzeňském kraji. Nachází se asi dva kilometry jihozápadně od Bezdružic. V roce 2011 zde trvale žilo sedm obyvatel.

## Historie
První písemná zmínka o vesnici pochází z roku 1227. V roce 1947 byla obec přejmenována na Dolní Polžice z důvodu přejmenování sousední obce Harlosee na Horní Polžice.
Ke zdejšímu rytířskému rodu Harantů se vztahuje jméno Kryštofa Haranta z Polžic a Bezdružic. Ve vsi se nachází zbytky tvrziště ze 12. až 13. století.

## Obyvatelstvo
Při sčítání lidu v roce 1921 zde žilo devadesát obyvatel (z toho 42 mužů) německé národnosti a římskokatolického vyznání. Podle sčítání lidu z roku 1930 měla vesnice 87 obyvatel: 84 Němců a tři cizince. Kromě dvou evangelíků se ostatní hlásili k římskokatolické církvi.
| Rok            | 1869 | 1880 | 1890 | 1900 | 1910 | 1921 | 1930 | 1950 | 1961 | 1970 | 1980 | 1991 | 2001 | 2011 | 2021 |
| -------------- | ---- | ---- | ---- | ---- | ---- | ---- | ---- | ---- | ---- | ---- | ---- | ---- | ---- | ---- | ---- |
| Počet obyvatel | 94   | 91   | 94   | 89   | 102  | 90   | 87   | 22   | 32   | 32   | 18   | 8    | 7    | 7    | 5    |
| Počet domů     | 13   | 13   | 13   | 14   | 14   | 15   | 15   | 18   | 18   | 9    | 7    | 6    | 8    | 7    | 8    |

## Obecní správa
Při sčítání lidu v letech 1947–1959 Dolní Polžice byly osadou obce Polžice v okrese Stříbro. Od roku 1960 jsou částí města Bezdružice v okrese Tachov.